# Örmény Szovjet Szocialista Köztársaság
Az Örmény Szovjet Szocialista Köztársaság, röviden Örmény SZSZK (örményül: Հայկական Սովետական Սոցիալիստական Հանրապետություն Hajkakan Szovetakan Szocialisztakan Hanrapetutjun; oroszul: Армянская Советская Социалистическая Республика) a Szovjetunió tagállama volt 1936 és 1991 között.
1936. december 5-én alakult meg a megszűnt Kaukázusontúli SZSZSZK területén.
Északon a Grúz SZSZK, keleten az Azerbajdzsáni SZSZK, délen Irán, délnyugaton a Nahicseváni ASZSZK (az Azerbajdzsáni SZSZK exklávéja), nyugaton pedig Törökország határolta. Fővárosa Jereván volt.

## Története
Az 1920-ban szovjetizált Örményország 1922-ben Kaukázusontúli Szovjet Szövetségi Szocialista Köztársaság néven föderációra lépett a Grúz Szovjet Szocialista Köztársasággal és az Azerbajdzsáni Szovjet Szocialista Köztársasággal, és így vált a megalakuló Szovjetunió részévé.
Örményországban viszonylagos stabilitás volt a szovjet uralom alatt. Gyógyszer, élelmiszer és egyéb ellátmány érkezett Moszkvából, a szovjet uralom gyógyírt jelentett a Török Birodalom utolsó éveinek zavarai után. Ez nem vonatkozott az egyházra, amelyet üldöztek a szovjet uralom alatt is. Lenin halála után, amikor Sztálin szerezte meg a hatalmat, újrakezdődött a rettegés időszaka az örmények számára. A Szovjetunió többi népéhez hasonlóan az örmények közül is sokakat kivégeztek vagy deportáltak a sztálini nagy tisztogatások idején.
A félelem csökkent, amikor 1953-ban Sztálin meghalt, és Nyikita Hruscsov lett a Szovjetunió új vezetője. Gyorsan javult az élet Szovjet Örményországban is. Az egyház, amely sokat szenvedett Sztálin idejében, 1955-ben, I. Vazgen hivatalba lépésével újjáéledt.
1967-ben felavatták az örmény népirtás emlékművét Jerevánban, a Hrazdan-szurdok felett. A tragikus események 50. évfordulóján, 1965-ben itt tömegtüntetés volt. Az 1980-as években, Gorbacsov idejében, a glasznoszty és a peresztrojka idején, az örmények azok miatt a környezeti károk miatt léptek fel, amelyeket a szovjet időkben épült gyárak okoztak.
Feszültség alakult ki Örményország és Azerbajdzsán között Hegyi-Karabah miatt. Szovjet-Örményország súlyos károkat szenvedett az 1988-as földrengésben. Gorbacsov képtelensége az örmény problémák (különösen Karabah ügyének) megoldására sok örmény illúzióvesztéséhez vezetett, nőtt a vágy a függetlenségre. Azerbajdzsánban (Szumgait) nyílt pogrom keretében örményeket öltek. Ezzel kiéleződött az örmény-azeri viszony.
1990 májusában létrehozták az Új Örmény Hadsereget, amely a Szovjet Hadseregtől elkülönült védelmi erőként szolgált. 1991. március 17-én Örményország, a balti államokhoz, Grúziához és Moldovához hasonlóan bojkottálta azt a népszavazást, amelyen a szavazók 78%-a egy megreformált Szovjetunió fenntartása mellett szavazott.

## Zászlaja

Az Örmény SZSZK zászlaja 1936. december 5. és 1940 között
Az Örmény SZSZK zászlaja 1940 és 1952. december 17. között
Az Örmény SZSZK zászlaja 1952. december 17. és 1990 között
Az Örmény SZSZK zászlaja 1990 és 1991. szeptember 21. között